# Spycies – Zwei tierisch coole Agenten
Spycies ist ein animierter Science-Fiction-Spionagefilm aus dem Jahr 2019 unter der Regie von Guillaume Ivernel und Zhiyi Zhang. Dieser wurde von iQIYI Motion Pictures finanziert und von Lux Populi produziert. Der Film ist eine chinesisch-französische Koproduktion und wurde am 14. Juni 2019 auf dem Annecy International Animation Film Festival und am 17. Juni 2019 auf dem Shanghai International Film Festival in China uraufgeführt, (wo er für den Best Animated Feature nominiert wurde) bevor dieser am 11. Januar 2020 in China in die Kinos kam. Der Titel ist ein Wortspiel mit „Spezies“.

## Handlung
Im Jahr 2300 ist Special Agent Vladimir Willis nicht gut darin, Befehle zu befolgen. Deshalb wird er zusammen mit der schüchternen Anfängerratte Hector auf eine abgelegene Offshore-Plattform geschickt, um eine streng geheime Fracht zu bewachen. Doch als eine Bande mysteriöser Gestalten in die Plattform einbricht und die Ladung stiehlt, müssen Vladimir und Hector die Ladung zurückholen.

## Produktion
In dem Film von Dragon Hunters – Die Drachenjäger entwickelte Regisseur Guillaume Ivernel semi-realistische Entscheidungen für die Charaktere, die in texturierte und fotorealistische Welten integriert wurden. Dieser Stil bietet dem Zuschauer ein Bild an der Schnittstelle zwischen Animation und Live-Action.
Über 250 bis 300 Menschen haben an dem Film gearbeitet. Die Charakterdesigns und die Modellierung wurden in Frankreich in den Lux Populi Studios in Paris mit der Software Maya erstellt. Einige Teile des Rendering wurden in einem anderen Studio in Paris, Les Androids Associés, gefertigt. Teile des Drehbuchs wurden vom französischen Team entworfen, die Animation des Films wurde in Frankreich bei Jungler durchgeführt, ebenso wie die Modellierung einiger Figuren. In China übernahmen die Einrichtungen von Lux Populi in Peking neben der Finanzierung und Postproduktion den Rest.

## Veröffentlichung
Spycies wurde am 14. Juni 2019 auf dem Annecy International Animation Film Festival in Frankreich und am 17. Juni 2019 auf dem Shanghai International Film Festival in China uraufgeführt, bevor es am 11. Januar 2020 in China in die Kinos kam. Mit einem Einspielergebnis von 128 Millionen Yuan wurde er zum zweit umsatzstärksten Animationsfilm des Jahres 2020 in China und zum Siebzehntumsatzstärkstem Animationsfilm in China insgesamt.

### Kritische Aufnahme
Der Film erhielt in China allgemein positive, international jedoch eher negative Kritiken.